# Альенде (Чиуауа)
Альенде (исп. Allende) — муниципалитет в Мексике, штат Чиуауа с административным центром в городе Валье-де-Игнасио-Альенде. Численность населения, по данным переписи 2010 года, составила 8409 человек.

## Общие сведения
Название Allende дано в честь одного из лидеров движения за независимость Мексики Игнасио Альенде.
Площадь муниципалитета равна 2133 км², что составляет 0,86 % от общей площади штата, а наивысшая точка — 1660 метров, расположена в поселении Чупадерос.
Он граничит с другими муниципалитетами штата Чиуауа: на севере с Сан-Франсиско-де-Кончосом и Камарго, на востоке с Хименесом и Лопесом, на юге с Коронадо и Матаморосом, на западе с Идальго-дель-Парралем, и на северо-западе с Валье-де-Сарагосой.

## Учреждение и состав
Муниципалитет был образован в 1825 году, в его состав входят 46 населённых пунктов, самые крупные из которых:
| Код INEGI                  | Населённый пункт                                                                                   | Численность населения (2005 год) | Численность населения (2010 год) |
| -------------------------- | -------------------------------------------------------------------------------------------------- | -------------------------------- | -------------------------------- |
| 003                        | Всего                                                                                              | 8263                             | 8409                             |
| 0001                       | Валье-де-Игнасио-Альенде (исп. Valle de Ignacio Allende) 26°56′23″ с. ш. 105°23′43″ з. д.          | 3976                             | 4185                             |
| 0086                       | Пуэблито-де-Альенде (исп. Pueblito de Allende) 26°59′16″ с. ш. 105°19′31″ з. д.                    | 1460                             | 1381                             |
| 0071                       | Таламантес (исп. Talamantes) 26°54′49″ с. ш. 105°26′12″ з. д.                                      | 496                              | 512                              |
| 0009                       | Сан-Антонио-Альто-Корралехо (исп. San Antonio del Alto Corralejo) 27°05′10″ с. ш. 105°23′39″ з. д. | 289                              | 324                              |
| 0016                       | Буфало (исп. Colonia Búfalo) 27°17′58″ с. ш. 105°10′25″ з. д.                                      | 307                              | 298                              |
| 0059                       | Сан-Хуан-де-Альенде (исп. San Juan de Allende) 27°00′20″ с. ш. 105°17′02″ з. д.                    | 244                              | 287                              |
| —                          | Прочие                                                                                             | 1491                             | 1422                             |
| Названия на карте Генштаба | |                                  |                                  |

## Экономика
По статистическим данным 2000 года, работоспособное население занято по секторам экономики в следующих пропорциях: сельское хозяйство, скотоводство и рыбная ловля — 38,2 %, промышленность и строительство — 18,4 %, сфера обслуживания и туризма — 41,5 %, прочее — 1,9 %.

## Инфраструктура
По статистическим данным 2010 года, инфраструктура развита следующим образом:
- электрификация: 98,6 %;
- водоснабжение: 99,2 %;
- водоотведение: 94,9 %.

## Фотографии

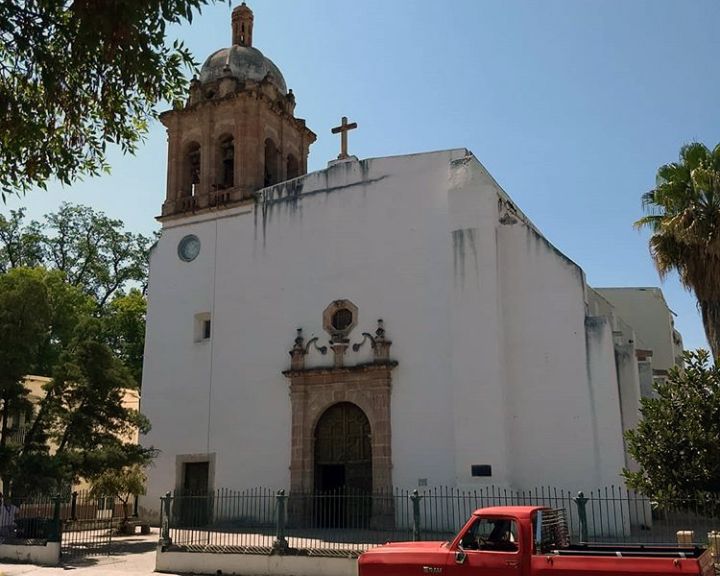
Церковь Св. Варфоломея
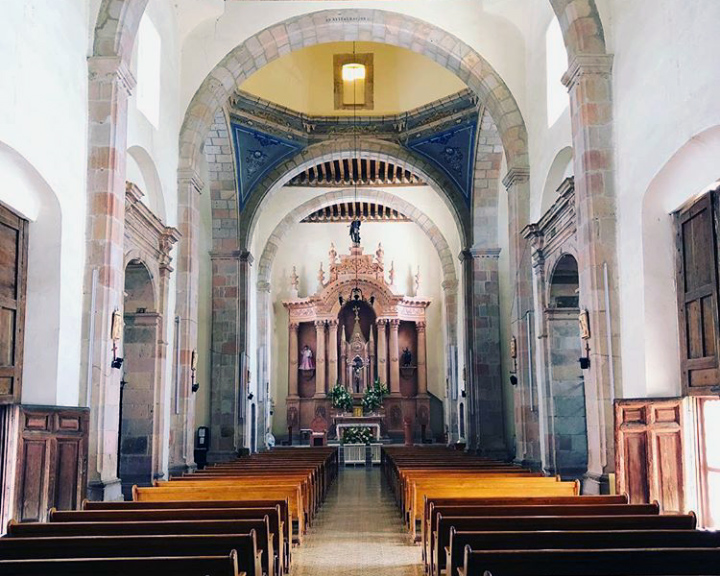
Внутри церкви
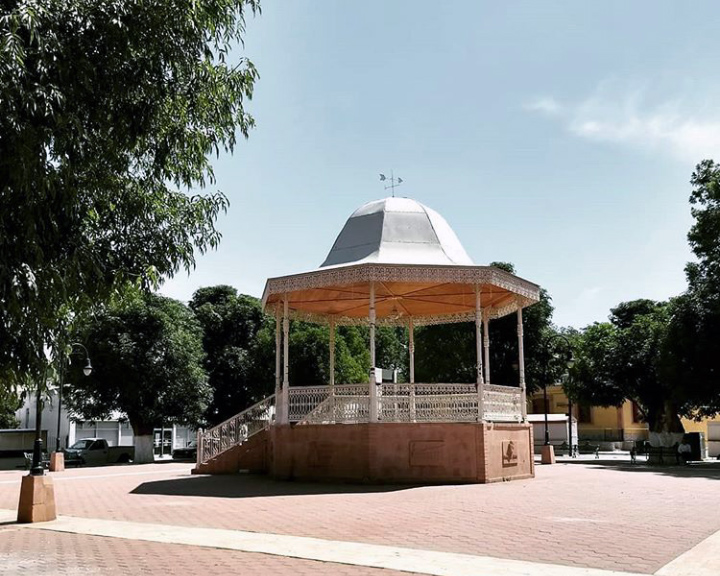
Беседка в парке